# دینگدورف

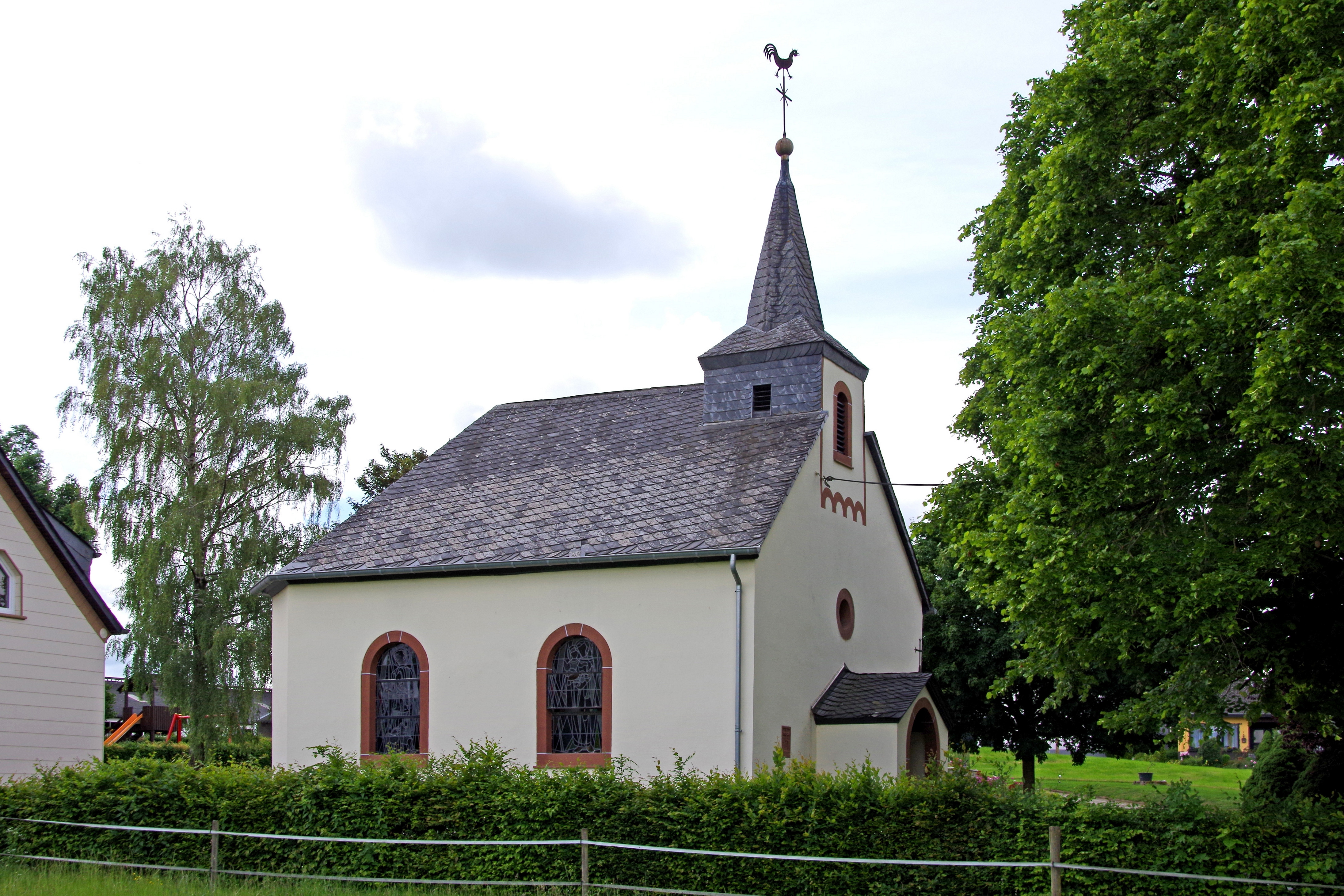
یک خانه در خیابان جوزف در این شهر

دینگدورف (به آلمانی: Dingdorf) یک شهر در آلمان است که در بیتبورگ-پروم واقع شده‌است.